# Ostseeland
Die Ostseeland war die Staatsyacht der Deutschen Demokratischen Republik.

## Geschichte
Das Schiff wurde für etwa 15 Millionen Mark der DDR auf der Peene-Werft in Wolgast gebaut und am 30. Juni 1971 zu Wasser gelassen. Das 61 Meter lange und 8 Meter breite Schiff basierte auf einem verstärkten Rumpf eines Minensuchboots der Kondor-II-Klasse. Von zwei 2500-PS-Dieselaggregaten angetrieben, war es 18 Knoten schnell.
Ausgestattet war die Yacht mit 16 Kabinen, einem Sonnendeck und einer nachträglich eingebauten Schlingerdämpfungsanlage.
Es diente unter anderem für die Bewirtung von Staatsgästen. Sie wurde aber nur selten genutzt, da zum einen Erich Honecker zu Seekrankheit neigte und zum anderen eine Staatsyacht nicht recht zum egalitären Ethos des Arbeiter-und-Bauern-Staates passte. Die Yacht lag in Warnemünde im militärischen Bereich des Hafens.

## Verbleib nach der Wende in der DDR
Nach der Wende in der DDR wurde das Schiff an einen schwedischen Eigner verkauft und erhielt den Namen Aniara. Das Schiff lag mehrere Jahre in Kopenhagen. Ende der 1990er Jahre wollte die Teltower Schiffs-Charterfirma Blue Marlin die Ostseeland zu einem Kreuzfahrtschiff für Ostalgiker umbauen, scheiterte damit aber an finanziellen Schwierigkeiten.
Zuletzt wechselte das Eigentum am Schiff Mitte des Jahres 2005 von einem türkischen Eigner an einen Geschäftsmann aus Dubai (VAE).
Das Schiff lag die letzten Jahre in Drapetsona/Piräus und verrottete zusehends. 2008 wurde das Schiff in Aliaga/Türkei abgewrackt.

## Sonstiges
Es gab auch ein Vorgängerschiff, die Ostseeland II. Sie wurde als erste Staatsyacht der DDR 1961 auf der Warnow-Werft in Warnemünde gebaut und hieß ursprünglich auch Ostseeland. Sie wurde nach Oktober 1990 kurzfristig als Charterschiff in der Weißen Flotte eingesetzt. Die Yacht wurde dann am 20. März 1991 in die Niederlande an die Firma C. und H. Heuvelmann verkauft.